# ОФК Раван
ОФК Раван је фудбалски клуб из Међеђе, општина Козарска Дубица, који се такмичи у оквиру Друга лиге Републике Српске — Запад.

## Историја
Клуб је основан 1971. године у Југославији.

## Резултати
- Друга лига Републике Српске у фудбалу — Запад 2007/08. (9. мјесто)
- Друга лига Републике Српске у фудбалу — Запад 2008/09. (7. мјесто)
- Друга лига Републике Српске у фудбалу — Запад 2009/10. (12. мјесто)
- Друга лига Републике Српске у фудбалу — Запад 2010/11. (9. мјесто)
- Друга лига Републике Српске у фудбалу — Запад 2011/12.